# Rih essed
Rih essed (àrab: ريح السد, Rīḥ as-sadd, ‘El vent de la presa’; anglès: Man of Ashes, ‘L'home de cendres’) és una pel·lícula dramàtica tunisiana de 1986 dirigida per Nouri Bouzid. Es va projectar en la secció Un Certain Regard del Festival de Cannes de 1986.

## Sinopsi
Un jove ebenista de Sfax, Hachemi, ha de seguir la decisió dels seus pares i casar-se. No obstant això, ell i un altre noi, Farfat, van ser violats de petits pel seu capataz Ameur, i continuen traumatitzats per això.

## Repartiment
- Imed Maalal : Hachemi
- Khaled Ksouri : Farfat
- Mustapha Adouani : Ameur
- Habib Belhadi
- Lamine Nahdi
- Yacoub Bchiri : M. Levy
- Wassila Chaouki : Sejra

## Recepció crítica
Si la pel·lícula té un cert èxit de públic, és objecte de polèmica amb les autoritats tunisianes, sobretot després d'obtenir el Tanit d'or durant la 11a edició del Festival de Cinema de Cartago. Se li critica per exemple que el personatge jueu, el senyor Lévy, sigui, amb el de l'antiga prostituta, Sejra, el portador d'un passat tolerant i obert. A més, la pel·lícula posa en dubte la societat tunisiana de l'època, oferint-se a veure una sexualitat inquietant. També va guanyar la Palmera de plata a la VII edició de la Mostra de València.